# Diocesi di Ostra
La diocesi di Ostra (in latino Dioecesis Ostrensis) è una sede soppressa e sede titolare della Chiesa cattolica.

## Storia
Ostra, il cui sito archeologico si trova in località Le Muracce dell'odierno comune di Ostra Vetere, in provincia di Ancona, fu un'antica sede vescovile, attestata agli inizi del VI secolo.
Primo ed unico vescovo di Ostra, storicamente documentato, è Martiniano, che prese parte al concilio indetto da papa Simmaco e riunito sotto la sua presidenza nella basilica di San Pietro il 6 novembre 502, per elaborare un regolamento relativo all'amministrazione dei beni della Chiesa di Roma, che non potevano essere alienati, a patto che il loro mantenimento non fosse troppo oneroso. Martiniano figura al 69º posto nella lista delle presenze e al 17º nella lista delle sottoscrizioni conciliari, dove il suo nome appare tra quelli di Basilio di Tolentino e di Benigno di Acquaviva.
Il 13 maggio 495 papa Gelasio I celebrò un concilio nella stessa basilica vaticana dove presero parte diversi vescovi italiani. Gli atti riportano i nomi dei vescovi, ma non le rispettive sedi di appartenenza. Tra i presenti figura un vescovo di nome Martiniano; potrebbe trattarsi del vescovo di Ostra, oppure dell'omonimo vescovo di Formia, attestato nel 487.
Questi concili rappresentano l'unica testimonianza storica dell'esistenza di questa antica sede vescovile, che si ritiene sia stata incorporata dalla diocesi di Senigallia verso la metà del VI secolo, quando a causa della guerra gotica la città di Ostra antica fu abbandonata.
Dal 2004 Ostra è annoverata tra le sedi vescovili titolari della Chiesa cattolica; dal 29 aprile 2006 l'arcivescovo, titolo personale, titolare è Francis Assisi Chullikatt, nunzio apostolico in Bosnia ed Erzegovina e Montenegro.

## Cronotassi

### Vescovi residenti
- Martiniano † (prima del 495 ? - dopo il 502)

### Vescovi titolari
- Francis Assisi Chullikatt, dal 29 aprile 2006